# Cuvier-törpekajmán
A Cuvier-törpekajmán (Paleosuchus palpebrosus) a hüllők (Reptilia) osztályába krokodilok (Crocodilia) rendjébe, ezen belül az aligátorfélék (Alligatoridae) családjába tartozó faj. Nevét leírójáról, a francia Georges Cuvier (1769–1832) természettudósról kapta.

## Elterjedése
Dél-Amerika északi részén, síkvidéki, erdős területek édesvizeiben él, az Orinoco és az Amazonas vízgyűjtő területén, valamint némileg délebbre is, egészen Paraguayig. Jobbára a tiszta, gyorsabb folyású vizeket kedveli, de kisebb-nagyobb tavakban is előfordul.

## Megjelenése
A Cuvier-törpekajmán a létező legkisebb krokodilféle: a hímek legfeljebb 1,6 méter hosszúságúra nőnek meg, a nőstények testhossza pedig csak ritkán haladja meg az 1,2 métert. Fejformája jellegzetes: pofája rövid és enyhén felfelé hajlik, homloka pedig viszonylag magas. Páncélzata mind hasi, mind háti oldalán erősen elcsontosodott. A kifejlett állatok sötét, barnás színűek, a világosabb fiatalok viszont fekete sávokat viselnek. Az alsó állkapcson fehér sávok húzódnak végig.

## Életmódja
A Cuvier-törpekajmán magányosan vagy párban él. A faj jellemzően éjszaka aktív, ilyenkor nagyobb távolságokat is megtehet a szárazföldön. A nappalokat maga ásta üregekben tölti. A fiatal állatok jórészt különféle gerinctelenekkel (rovarokkal, rákfélékkel) táplálkoznak, felnőve viszont étrendjükben nagy szerep jut a halaknak.

## Szaporodása
A faj szaporodása nem kötődik évszakhoz. A nőstény rejtett helyen építi fel sárból és növényi anyagokból fészekhalmát, amelybe 10-25 tojást rak. A fiókák mintegy 90 nap után kelnek ki, amiben a szüleik segítik őket. Miután a vízhez vitték a kicsinyeket, az anya- és apaállat ismereteink szerint nem védelmezi többé az utódokat.

## Természetvédelmi helyzete
Bár részletes adatok nem állnak rendelkezésre a faj elterjedtségét illetően, nyilvánvaló gyakorisága miatt a Természetvédelmi Világszövetség értékelése szerint nem fenyegetett. Mivel bőre nehezen megmunkálható és rossz minőségűnek számít, leginkább élőhelyének pusztulása fenyegeti. Szerepel a CITES II. függelékében.